# Anomatheca laxa
Anomatheca laxa é uma espécie de planta com flor pertencente à família Iridaceae. 
A autoridade científica da espécie é (Thunb.) Goldblatt, tendo sido publicada em Journal of South African Botany 37: 442. 1971.

## Portugal
Trata-se de uma espécie presente no território português, nomeadamente no Arquipélago da Madeira.
Em termos de naturalidade é introduzida na região atrás referida.

## Protecção
Não se encontra protegida por legislação portuguesa ou da Comunidade Europeia.